# Villeneuve-sur-Yonne
Villeneuve-sur-Yonne è un comune francese di 5 356 abitanti situato nel dipartimento della Yonne nella regione della Borgogna-Franca Contea.

## Società

### Evoluzione demografica
Abitanti censiti

## Curiosità
Tra il 1926 e il 1931 Marcel Petiot, medico e famoso serial killer, fu sindaco della cittadina. Fu sospeso dalla carica per appropriazione indebita di patrimonio comunale e frode.